# Piece by Piece (album, Kelly Clarkson)
Piece by Piece („kousek po kousku“) je sedmé album americké zpěvačky Kelly Clarkson. Bylo vydáno 27. února 2015 vydavatelstvím RCA Records. Album navazuje na vánoční album Wrapped in Red (2013) a Stronger s originálními skladbami z roku (2011).
Hudba na desce Piece by Piece se skládá z elektropopu, orchestriálního popu a elektronické taneční hudby, což je odklon od převládajícího pop rocku na minulých deskách. Jako host se na desce objevuje zpěvák John Legend.
Deska Piece by Piece dostala kladné hodnocení od hudebních kritiků, kteří opěvovali vokální výkony Kelly Clarkson. Album debutovalo na vrcholu americké albové hitparády s 97 000 kusy prodaných kopií za první týden.

## Seznam skladeb
1. Heartbeat Song – 3:18
2. Invincible – 3:58
3. Someone – 3:39
4. Take You High – 4:20
5. Piece by Piece – 4:17
6. Run Run Run – 4:32
7. I Had a Dream – 3:58
8. Let Your Tears Fall – 3:55
9. Tightrope – 3:32
10. War Paint – :44
11. Dance with Me – 4:20
12. Nostalgic – 3:37
13. Good Goes the Bye – 3:21